# Arcte
Arcte is een geslacht van vlinders van de familie spinneruilen (Erebidae), uit de onderfamilie Catocalinae.

## Soorten
- A. coerula Guenée, 1852
- A. granulata Guenée, 1852
- A. modesta Hoeven, 1840
- A. nigrescens Butler, 1886
- A. papuensis Warren, 1912
- A. polygrapha Kollar, 1844
- A. taprobana Moore, 1885